# Ambia marmorealis
Ambia marmorealis is een vlinder uit de familie grasmotten (Crambidae). De wetenschappelijke naam van deze soort is voor het eerst gepubliceerd in 1956 door Hubert Marion  en Pierre Viette.
De soort komt voor in Madagaskar.